# میدان گلوله‌ها
فرضیه میدان گلوله‌ها (به انگلیسی: Field of Bullets)، مدلی را توصیف می‌کند که در آن انقراض غیرانتخابی است و به‌طور تصادفی رخ می‌دهد. استعاره میدان گلوله‌ها نشان می‌دهد که گونه‌ها به سادگی در یک میدان هستند و «گلوله‌ها» به‌طور تصادفی به آنها برخورد می‌کنند؛ بنابراین، انقراض آنها تنها به دلیل اثرات تصادفی است. میدان گلوله‌ها بدون ارتباط با سازگاری ارگانیسم‌ها یا تناسب جانوران خاص عمل می‌کند. بر اساس این فرضیه، همه گونه‌ها بدون توجه به اینکه در طبقه‌بندی خود از کجا سرچشمه می‌گیرند، و صرف نظر از ویژگی‌هایی که معمولاً در برابر انقراض محافظت می‌کنند، در معرض احتمال انقراض یکسانی هستند.